# Frédéric de Galles
Titre
Prince héritier du Royaume-Uni
22 juin 1727 – 31 mars 1751
(23 ans, 9 mois et 9 jours)
Frédéric, prince de Galles, né Frederick Louis le 1er février 1707 et mort le 31 mars 1751, prince de Galles et duc d'Édimbourg et de Cornouailles, est un membre de la famille royale britannique, prince héritier de la couronne de Grande-Bretagne et père de George III. Il est un important collectionneur d'objets d'art et un mécène éclairé.

## Biographie

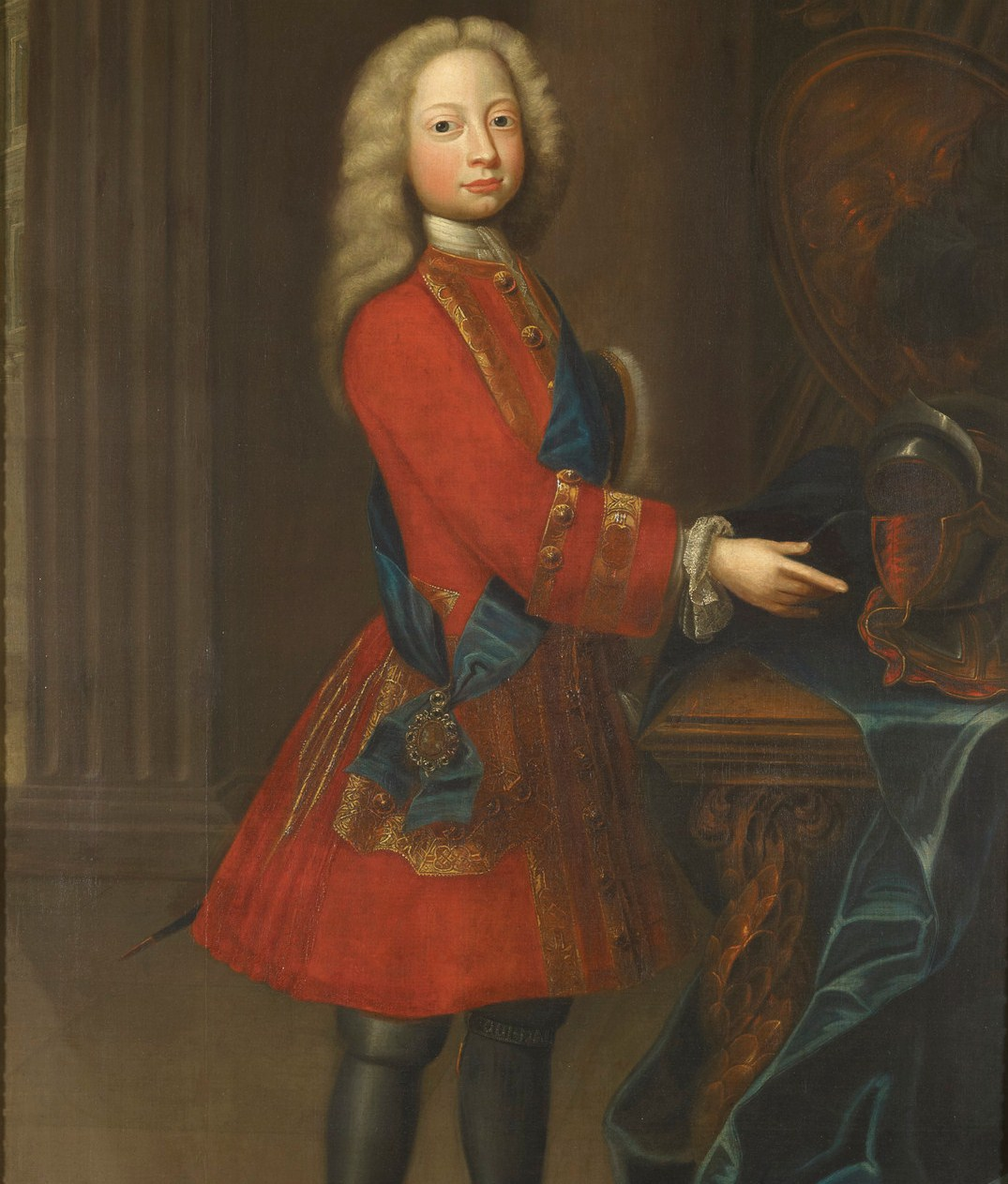
Frédéric, prince de Galles, 1720.

Il est le premier enfant et le fils aîné du roi de Grande-Bretagne George II et de la margravine Caroline de Brandebourg-Ansbach, même s'il est né à Hanovre alors que son grand-père n'est pas encore roi. Sa mésentente avec son père est célèbre, au point qu'un esclandre se produisit en public le jour de son mariage. L'année suivante, le prince de Galles et son épouse sont chassés du palais royal. Autour d'eux se réunirent les opposants à la politique royale.
Il est initié à la franc-maçonnerie par Jean Théophile Désaguliers au Kew Palace, et devient en 1737 le premier membre de la famille royale élu grand-maître de la franc-maçonnerie anglaise, inaugurant ainsi la tradition plaçant celle-ci sous la protection de la famille royale britannique.
Frédéric est à la fois un mécène et un collectionneur d'art, exclusif et parfois extravagant. En 1737, son trésorier, John Hedges (1688-1737), communique au Parlement une note où il met en lumière que le prince a dépassé de six fois la somme qui lui est accordée dans le cadre de sa liste somptuaire, soit 65 000 £ (l'équivalent de 1,65 million de livres françaises). Son jeu secret, mené à coups d'intrigues, est de s'opposer à son père George II en termes de choix artistiques : ainsi, il déteste copieusement Georg Friedrich Haendel, contre qui il fonde l'Opera of the Nobility. Certains de ses protégés en furent parfois victimes, comme Joseph Goupy.
Il meurt en 1751 sans avoir régné, des suites d'une maladie pulmonaire. Son fils aîné devient roi sous le nom de George III.

## Mariage
Il épouse, le 8 mai 1736, la princesse Augusta de Saxe-Gotha-Altenbourg, dont il a neuf enfants :
| Nom                                                        | Naissance        | Décès             | Mariage |
| ---------------------------------------------------------- | ---------------- | ----------------- | --- |
| Princesse Augusta de Galles                                | 31 août 1737     | 31 mars 1813      | Charles-Guillaume-Ferdinand de Brunswick-Wolfenbüttel (futur duc de Brunswick-Lunebourg et prince de Wolfenbüttel de 1780 à 1806) |
| Roi George III                                             | 4 juin 1738      | 29 janvier 1820   | Duchesse Charlotte de Mecklembourg-Strelitz                                                                                       |
| Prince Édouard-Auguste, duc d'York et d'Albany             | 14 mars 1739     | 17 septembre 1767 | |
| Princesse Élisabeth-Caroline de Galles                     | 10 janvier 1741  | 4 septembre 1759  | |
| Prince William Henry, 1er duc de Gloucester et Édimbourg   | 14 novembre 1743 | 25 août 1805      | Maria Walpole, comtesse de Waldegrave                                                                                             |
| Prince Henry Frederick, duc de Cumberland et de Strathearn | 27 novembre 1745 | 18 septembre 1790 | Olive Wilmot Lady Anne Luttrell                                                                                                   |
| Louise de Grande-Bretagne (1749-1768)                      | 8 mars 1749      | 13 mai 1768       | |
| Prince Frederick William de Galles                         | 13 mai 1750      | 29 décembre 1765  | |
| Princesse Caroline-Mathilde de Galles                      | 11 juillet 1751  | 10 mai 1775       | Roi Christian VII de Danemark et de Norvège                                                                                       |

## Armoiries
| Blason | Blasonnement : Écartelé, au 1, parti en I de gueules aux trois léopards d'or, armés et lampassés d'azur (d'Angleterre) ; au II d'or, au lion de gueules, armé et lampassé d'azur, dans un double trescheur fleuronné et contre-fleuronné du second (d'Écosse) ; au 2, d'azur aux trois fleurs de lis d'or (de France moderne) ; au 3, d'azur, à la harpe d'or, cordée d'argent et (d'Irlande) ; au 4, tiercé en pairle renversé, I, de gueules, deux léopards d'or (de Brunswick) ; II, d'or, semé de cœurs de gueules, au lion d'azur, armé et lampassé du deuxième, brochant surtout ; III, de gueules, au cheval cabré d'argent, harnaché d'or (de Westphalie) ; le tout, brisé d'un lambel d'argent à trois pendants, chargé en cœur d'une croix de gueules. Commentaires : Comme prince de Grande-Bretagne et d'Irlande (de 1717 à 1729). |

| Blason | Blasonnement : Écartelé, en I part i: en 1 de gueules aux trois léopards d'or, armés et lampassés d'azur (d'Angleterre) ; en 2 d'or, au lion de gueules, armé et lampassé d'azur, dans un double trescheur fleuronné et contre-fleuronné du second (d'Écosse) ; en II d'azur aux trois fleurs de lis d'or (de France moderne) ; en III d'azur, à la harpe d'or, cordée d'argent (d'Irlande) ; et IV tiercé en pairle renversé, 1, de gueules, à deux léopards d'or (de Brunswick) ; 2, d'or, semé de cœurs de gueules, au lion d'azur, armé et lampassé du deuxième brochant (de Lunebourg) ; 3, de gueules, au cheval cabré d'argent, harnaché d'or (de Westphalie) ; sur-le-tout du IV, de gueules plain ; le tout, brisé d'un lambel d'argent à trois pendants. Commentaires : Utilisée comme Prince de Galles (de 1729 à 1751). |

| Blason | Blasonnement : Écartelé, aux I et IV d'or, à la fasce échiquetée d'argent et d'azur de trois tires (des Stuart) ; et en II et IV d'argent à la voile carguée de sable, à trois pennons de gueules (de Carrick) ; sur-le-tout d'or, au lion de gueules dans un double trêcheur fleuronné et contre-fleuronné du même, armé et lampassé d'azur (d'Écosse) ; au lambel à trois pendants aussi d'azur. Commentaires : Utilisée comme Duc de Rothesay en Écosse (de 1727 à 1751). |

| Blason | Blasonnement : De sable à quinze besants d'or. Commentaires : Utilisée comme duc de Cornouailles (de 1727 à 1751). |

## Titulature
- Son Altesse sérénissime le prince Frédéric de Hanovre (1707–1714)
- Son Altesse royale le prince Frédéric (1714–1726)
- Son Altesse royale le duc d'Édimbourg (1726–1727)
- Son Altesse royale le duc de Cornouailles et d'Édimbourg (1727)
- Son Altesse royale le prince de Galles (1727–1751)